# Каштеляны жемайтские
Должность жемайтского каштеляна в Жемайтском старостве появилась в 1566 году.

## Список
| Каштеляны жемайтские             | Каштеляны жемайтские       | Каштеляны жемайтские                | Каштеляны жемайтские                                                   |
| Личность                         | Год вступления в должность | Год оставления должности или смерти | Примечания                                                             |
| -------------------------------- | -------------------------- | ----------------------------------- | ---------------------------------------------------------------------- |
| Мальхер Шемет                    | 1566                       | 1570                                | умер                                                                   |
| Николай Тальваш                  | 1570                       | 1588                                | стал маршалком надворным литовским                                     |
| Николай Нарушевич                | 1588                       | 1603                                | умер                                                                   |
| Александр Головчинский           | 1604                       | 1614                                | стал мстиславским воеводой                                             |
| Адам Тальваш                     | 1614                       | 1628                                | умер                                                                   |
| Александр Слушка                 | 1628                       | 1633                                | стал минским воеводой                                                  |
| Николай Веселовский              | 1633                       | 1634                                | умер                                                                   |
| Ян Альфонс Ляцки                 | 1634                       | 1643                                | стал жемайтским старостой                                              |
| Ежи Хрептович                    | 1643                       | 1645                                | стал парнавским воеводой                                               |
| Александр Нарушевич              | 1645                       | 1653                                | умер                                                                   |
| Евстафий Кирдей                  | 1653                       | 1661                                | умер                                                                   |
| Якуб Теодор Кунцевич             | 1661                       | 1664                                | стал брестским воеводой                                                |
| Даниэль Хжанстовски              | 1664                       | 1665                                |                                                                        |
| Станислав Винсент Орда           | 1665                       | 1685                                | стал трокским каштеляном                                               |
| Вильгельм Евстафий Гротус        | 1685                       | 1708                                | умер                                                                   |
| Александр Иосиф Униховский       | 1709                       | 1722                                | умер                                                                   |
| Юрий Иероним Кришпин-Киршенштейн | 1722                       | 1736                                | умер                                                                   |
| Иосиф Бенедикт Скумин-Тышкевич   | 1737                       | 1742                                | стал жемайтским старостой                                              |
| Юзеф Антоний Сологуб             | 1742                       | 1748                                | стал витебским каштеляном                                              |
| Иосиф Франтишек Пац              | 1748                       | 1764                                | умер                                                                   |
| Ян Николай Ходкевич              | 1765                       | 1765                                | стал жемайтским старостой                                              |
| Михаил Ян Гурский                | 1766                       | 1776                                | умер                                                                   |
| Антоний Онуфрий Гелгуд           | 1776                       | 1783                                | стал жемайтским старостой                                              |
| Станислав Тышкевич               | 1783                       | 1795                                | сложил полномочия в связи с прекращением существования Речи Посполитой |